# 멍에

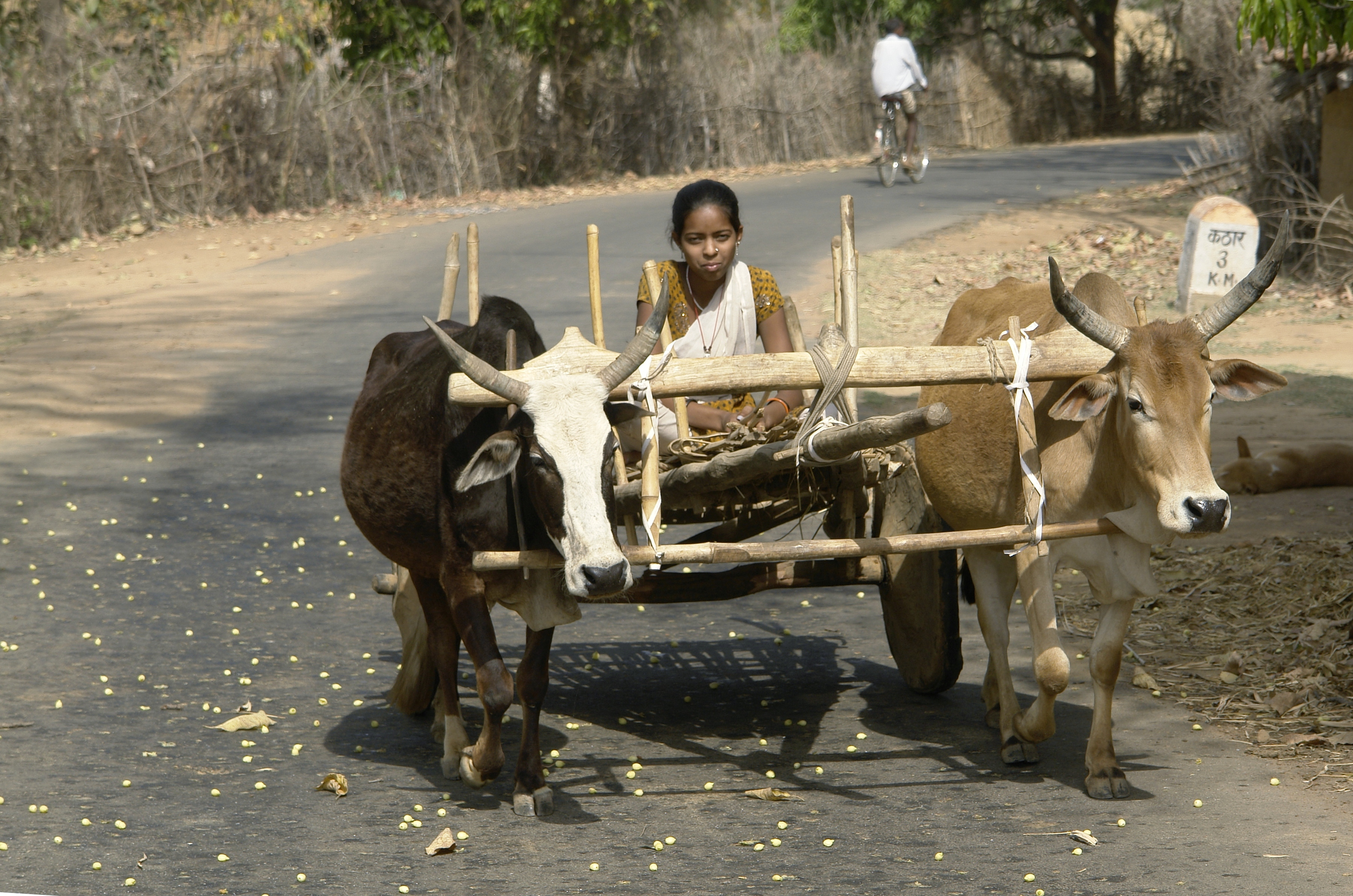

멍에는 한 쌍의 소들이 함께 짐을 끌어당길 수 있도록 하는 나무 들보이다. 문화에 따라 여러 유형의 멍에가 존재한다. 멍에에 수반될 수 있는 다른 동물들로는 말 (동물), 노새, 당나귀, 물소가 있다.

## 갤러리

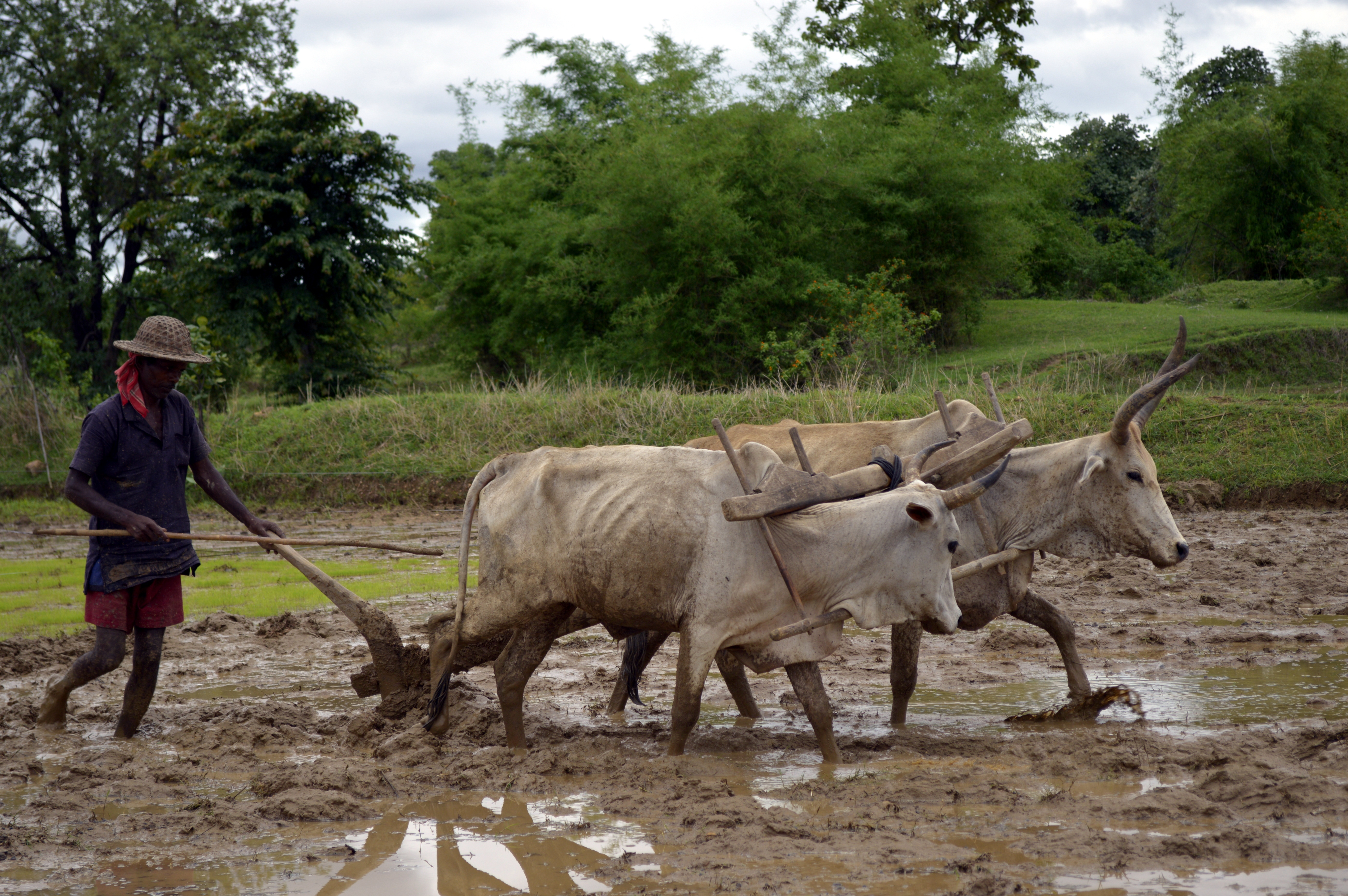
인도
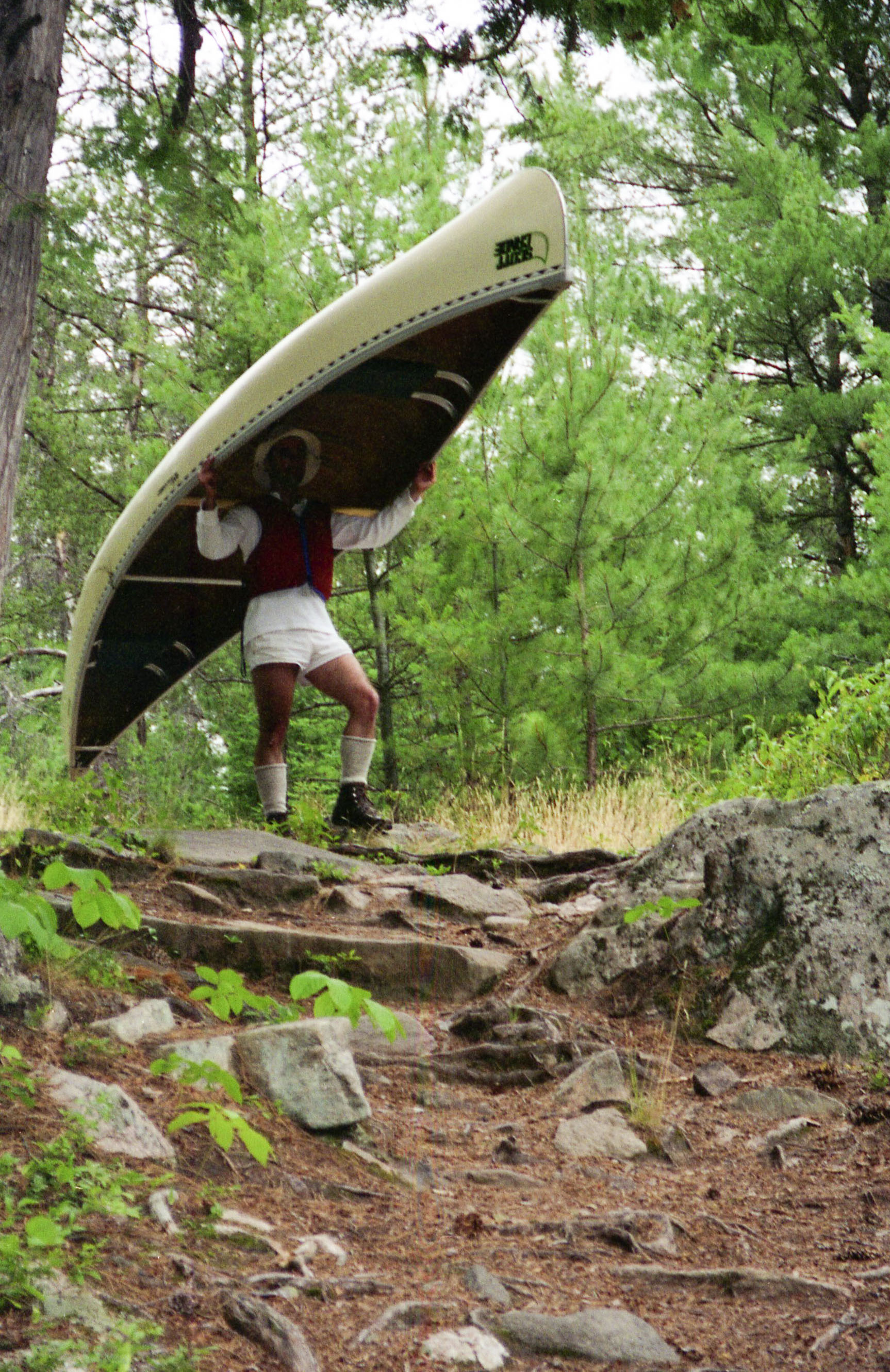

## 같이 보기
- 멜대
- 사역동물